# مسجد شاهين الخلوتي
جامع شاهين الخلوتى، بنى عام(945 هجرية- 1538 ميلادية)، وكانت مصر آنذاك ولاية عثمانية واليها داوود باشا الخصى (945-956)هجرية، بناه جمال الدين شاهين لوالده الشيخ الصالح العارف بالله شاهين الخلوتى الذي توفى عام953 هجرية.

## من هو شاهين الخلوتى

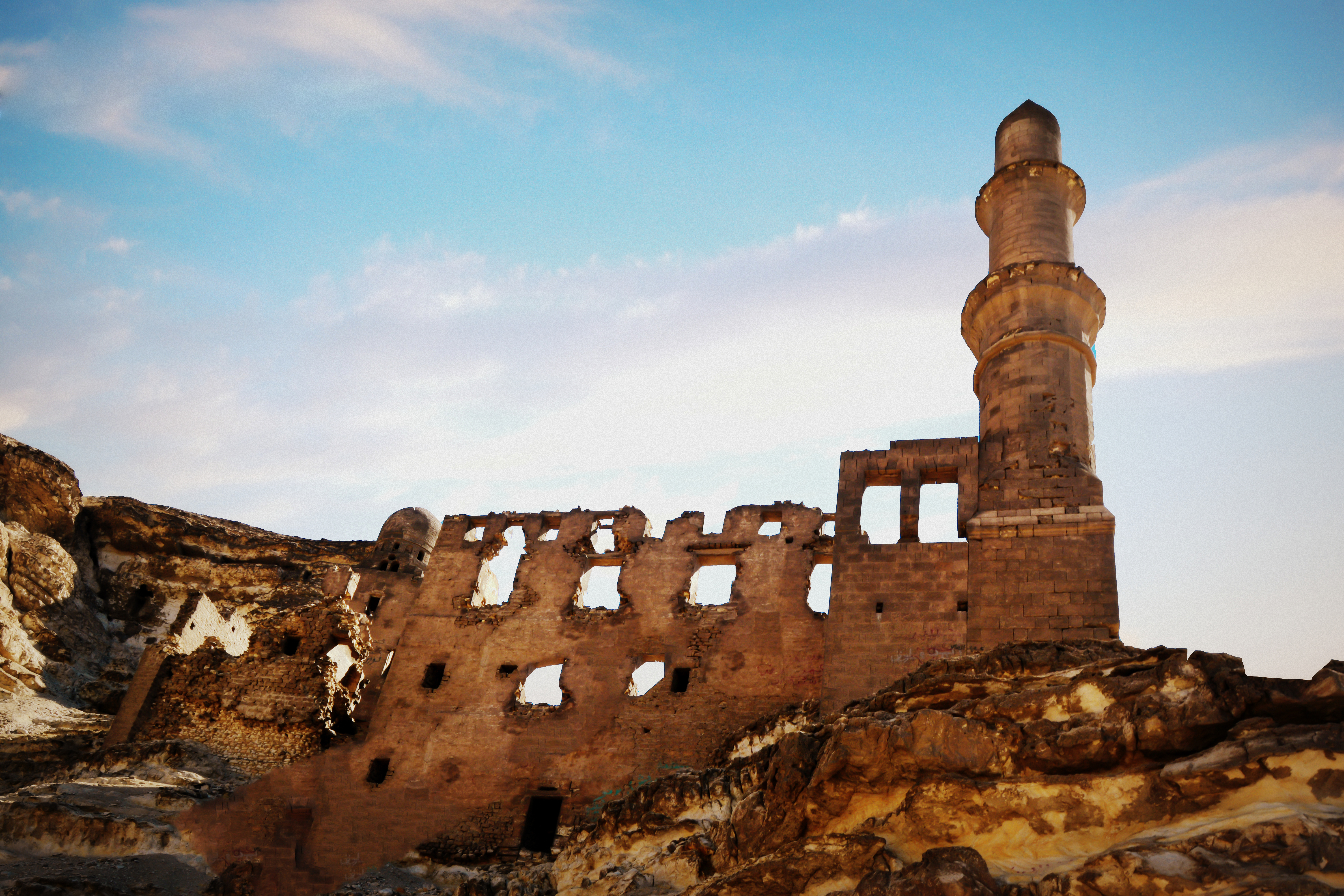

ولد الشيخ الصالح العابد شاهين المحمدى بمدينة تبريز بإيران في القرن التاسع الهجري إذ لا يعرف تاريخ ميلاده على وجه التحديد، وامضي في فارس طفولته ومعظم شبابه ثم رحل إلى مصر في عهد السلطان الأشرف قايتباى، وكان ذا همة وشجاعة جميل الخلقة ممشوق القوام، فاشتراه السلطان وأصبح من مماليكة الجلبان، وانتظم في جنده.
و لكن حياة المماليك والجندية لم توافق مزاج شاهين ولا طبيعته التي فطر عليها، فقد كان منطويا يحب العزلة ولا يطمئنُ إلا إلي صحبة الفقهاء ورجال الدين، فحفظ القرآن والكثير من الأحاديث.
فلما عرف السلطان عنه ذلك قربه منه وصار لا يبارح مجلسه ولما طلب منه شاهين أن يتركه ويخليه لعبادة ربه فعل واعتقه فساح إلى بلاد فارس وهناك تتلمذ علي يد الشيخ العارف بالله عمر روشنى الموجود بالمدينة، حتى أصبح من أقرب تلاميذه ومريديه إليه، واخذ عنه الطريق.
ثم رجع إلى مصر وصاحب ولى الله محمد الدمرداش بالعباسية وأصبح من اعز رفقائه ومريديه، ولذلك عرف بشاهين الدمرداشى المحمدى، كذلك أخذ الشيخ شاهين عن الشيخ أحمد بن عقبة اليمنى وحسين جابى المدفون بزاوية الدمرداش، ولما توفي الشيخ الدمرداش ترك العباسية وسكن جبل المقطم وبنى له فيه معبدا وحفر له فيه قبرا، وكان طبيعيا أن يلجأ الزهاد والمتصوفون إلى جبل المقطم يخذون من سفحه مقاما ومن أوديته مناما بعد أن عرفوا تقديس الديانات السماوية السابقة على الإسلام له، وتكريم المسلمين أيضا، فقال عنه ابن الزيات :إن جبل المقطم كان أكثر الجبال أنهارا وأشجارا ونباتا، فلما كانت الليلة التي كلم الله فيها موسى، اوحى إلى الجبال، أني مكلم نبيا من أنبيائى على جبل منكم، فتطاول كل جبل، وتشامخ إلا جبل الطور بسيناء فإنه تواضع وصغر فاوحى الله سبحانه وتعالى إليه، لم فعلت ذلك وهو به أعلم، قال إجلالا لك يا رب، فأوحى الله تعالي إلى الجبال أن يجود كل جبل بشئ مما عليه إلا المقطم فإنه جاد له بجميع ما كان عليه من الشجر والنبات والمياه فصار كما ترون أقرع. قال فلما علم الله سبحانه وتعالى ذلك عنه، أوحى إلبه لأعوضنك عما كان على ظهرك لاجعلن في سفحك غراس أهل الجنة.
وحكى الإمام الليث بن سعد، أن المقوقس سأل عمرو بن العاص أن يبيعه سفح جبل المقطم بسبعين ألف دينار، فكتب بذلك لأمير المؤمنين عمر بن الخطاب فرد عليه عمر قائلا: سله لماذا أعطاك ما أعطاك فيه وهو لا يزرع ولا يستنبط منه ماء.
فسأل عمرو بن العاص المقوقس عن ذلك فقال: إنانجد في سفحه الكتب القديمة أنه يدفن فيه غراس الجنة، فكتب بذلك عمرو بن العاص إلى أمير المؤمنين فرد عليه قائلا : أنا لا أعرف غراس الجنة إلا للمؤمنين، فاجعلها مقبرة لمن مات قبلك من المسلمين.
و لم يزل الشيخ شاهين مقيما في خلوته في جبل المقطم لا ينزل منه نحو ثلاثين سنة، واشتعر أمره فتردد على ه الأمراء والوزراء لزيارته والتبرك به، وكان كثير المكاشفة قليل الكلام جدا، وفي ذلك يقول الشعرانى: كنا نجلس عنده اليوم كاملا لا تكاد تسمع منه كلمة، وكان كثير السهر متقشفا في الملبس معتزلا عن الناس وظل كذلك حتى توفى سنة 901 ه.

## موقع المسجد
هو يقع في سفح جبل المقطم بمنطقة الأباجية، يمكن رؤيته بالقيادة على طريق الأوتوستراد نحو قلعة صلاح الدين ومدافن الأباجية، حيث يظهر خلف المدافن منحوتًا في الجبل، وكانت هذه المنطقة تسمى قديما وادي المستضعفين.

## وصفه
هو ضمن مجموعة تضم المسجد وضريح وثلاثة قبور أكبرهم لشاهين الخلوتي ثم آخران لجمال الدين شاهين وابنه محمد شاهين، والصعود اليه بمزلقان، باب القبة يعلوه قطعة رخام مكتوب عليها بسم الله الرحمن الرحيم أنشأ هذا الجامع ووقفه العبد الفقير إلى الله جمال الدين عبد الله نجل العارف بالله الشيخ شاهين افتتح عام 945 هجرية.
كان بالمسجد أربعة أعمدة من الحجر، وقبلته مشغولة بقطع من الرخام الملون والصدف، وداخل القبة أيضا مكتوب تاريخ تجديدها عام 1007 هجرية، ويقال انه كان يوجد صهريج مياه (بئر).

## حالة المسجد الآن
هو الآن خاص بوزارة الأوقاف ويعتبر أطلال ولم يتبق منه تقريبا غير المئذنة وقبة الضريح، فهو معرض للانهيار بسبب حالة الإهمال التي تقع عليه رغم أنه مصنف ضمن الآثار المصرية تحت رقم 212 وأيضا يعتبر طراز معمارى نادر جدا وخاصة في مصر وهو عمارة الحجر المنحوت عمارة مقطوعة في الصخر ويظهر في معبد حتشبسوت ووادي الملوك.

## معرض صور

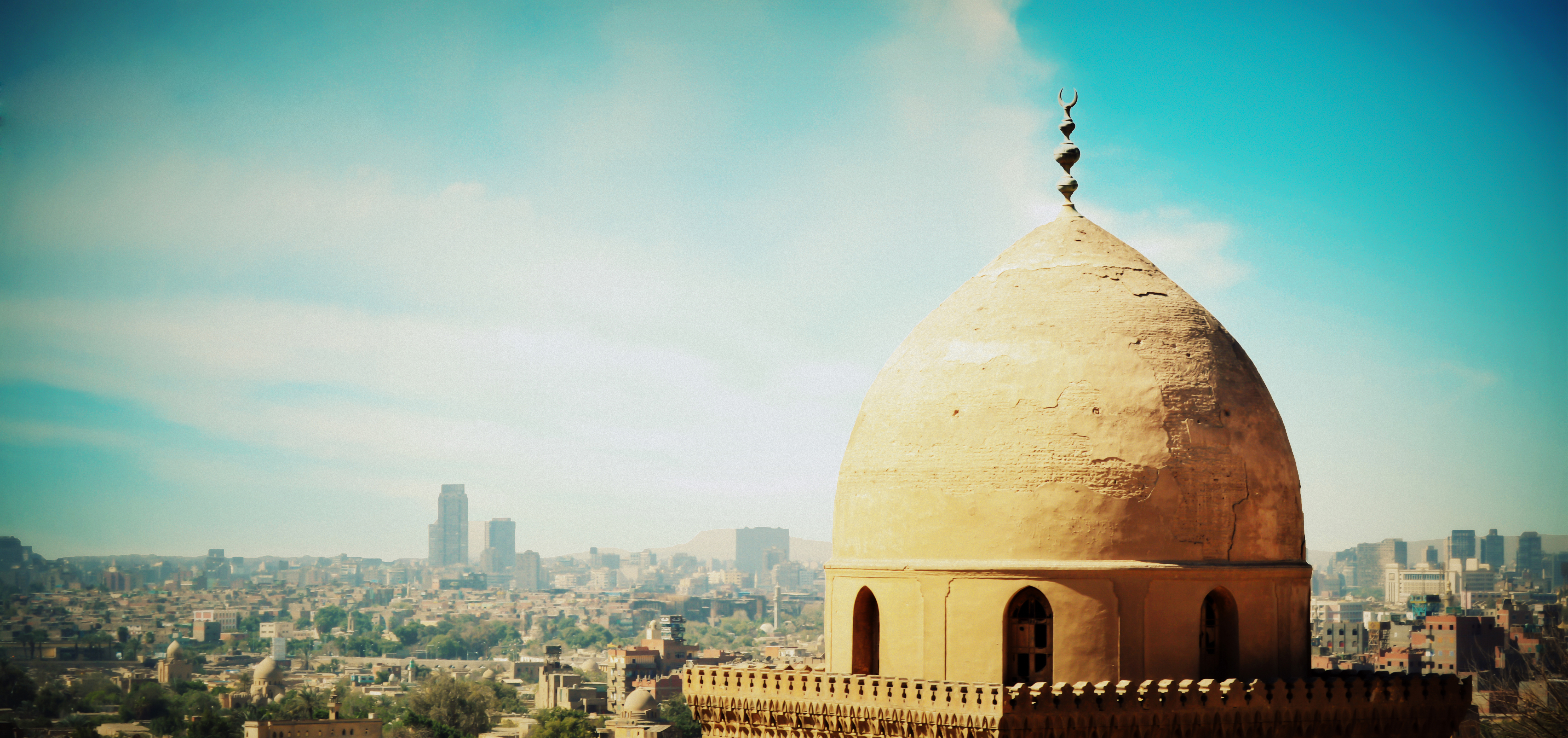
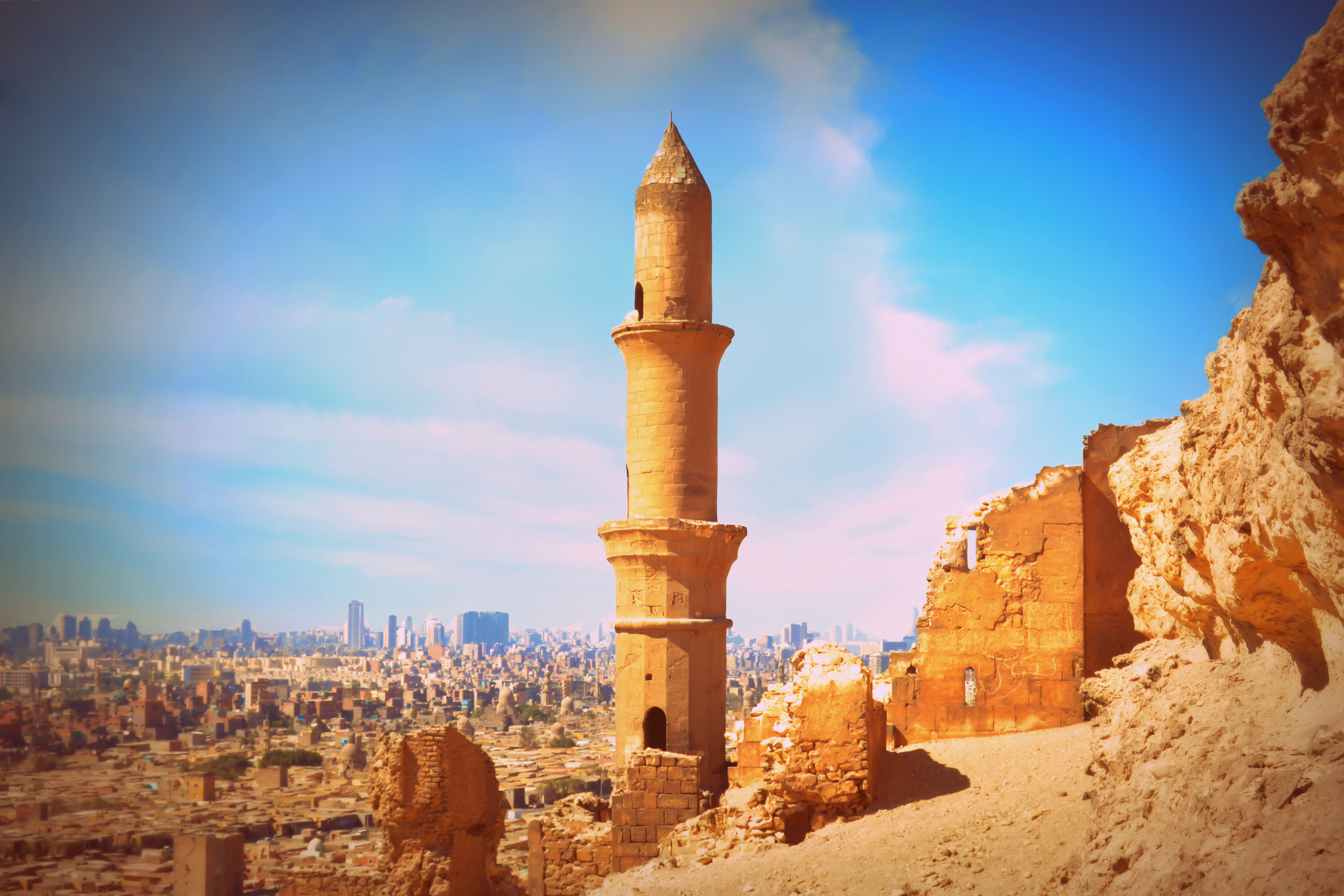
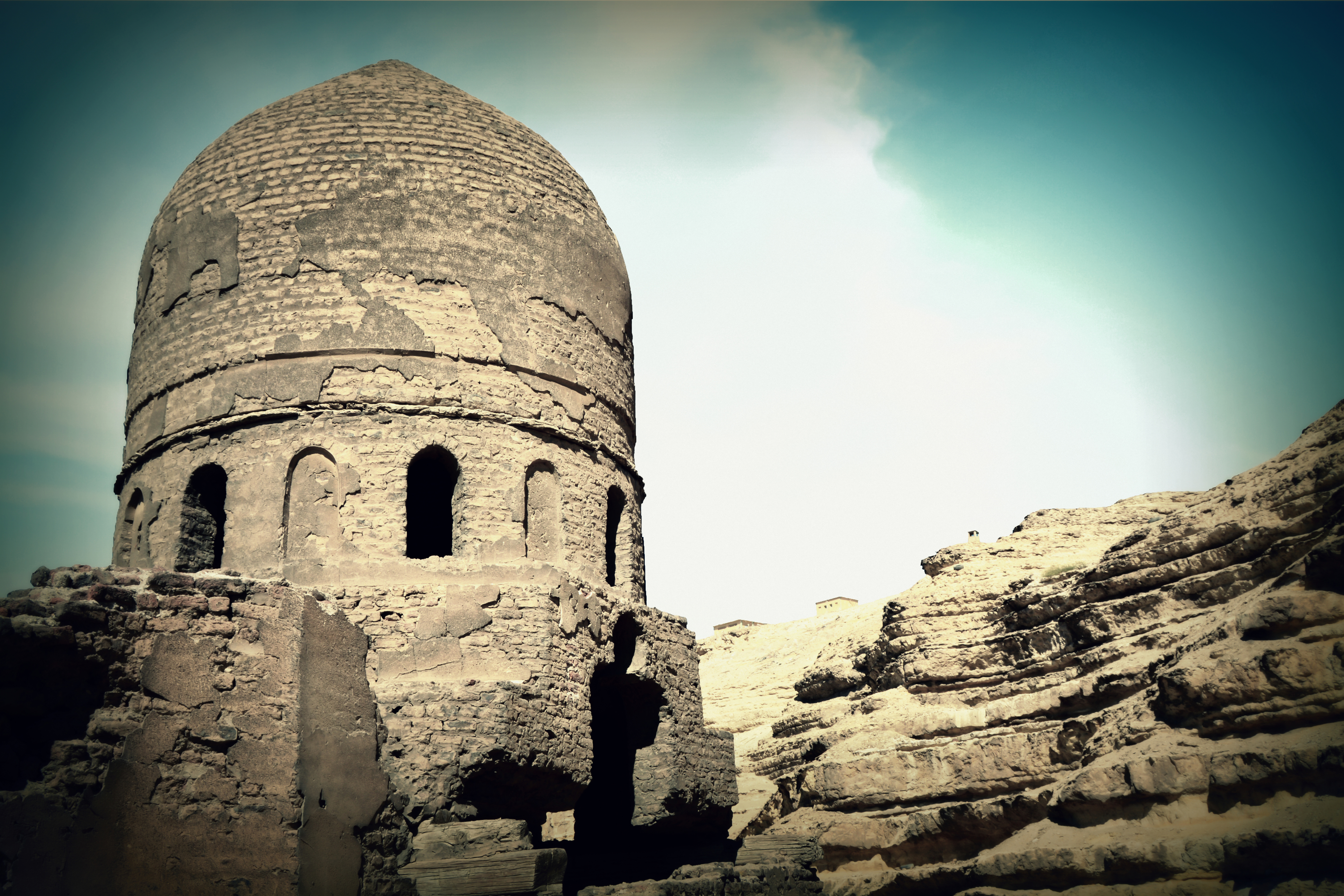
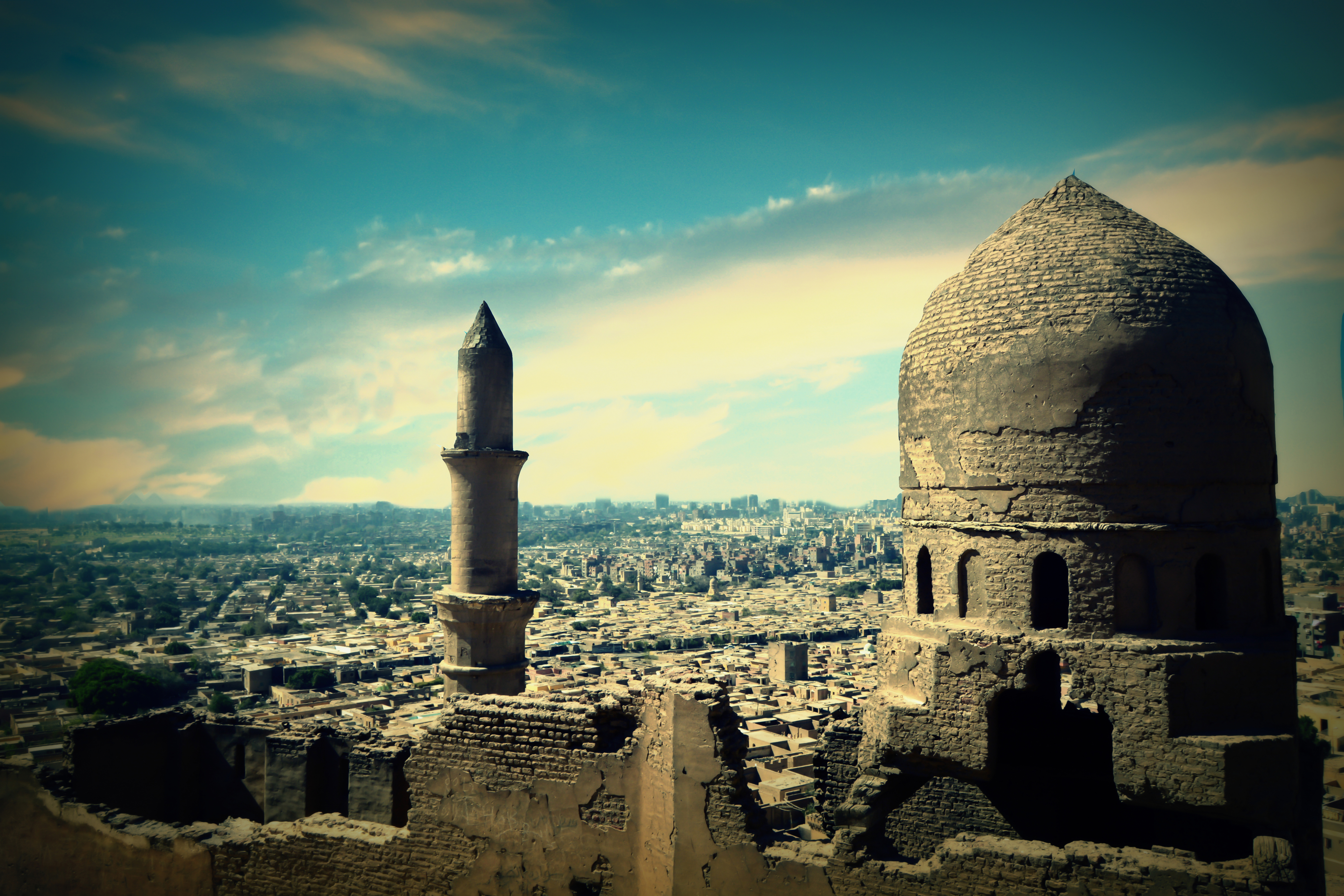
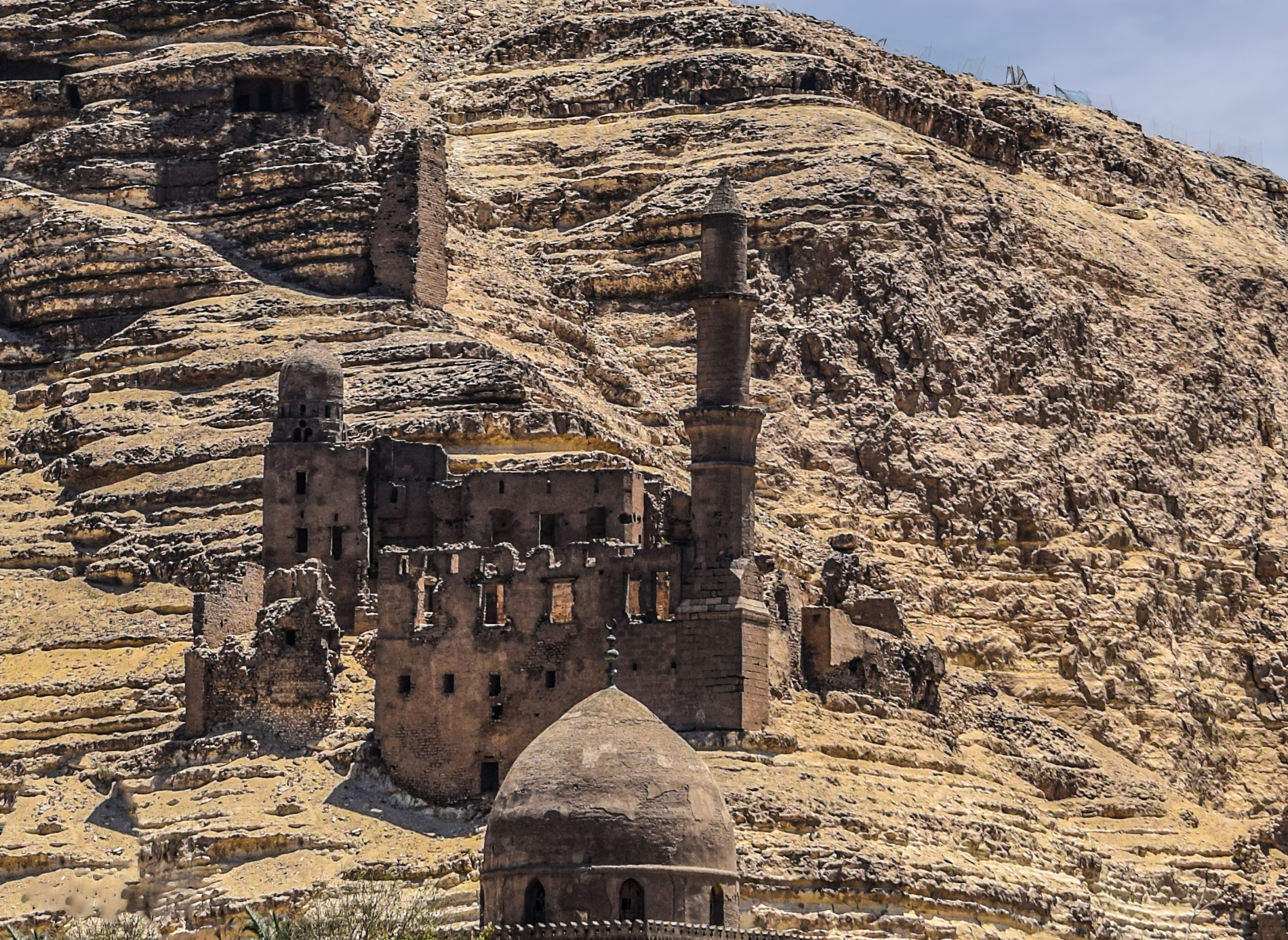